# Giannis Samaras
Giannis Samaras (grekiska: Ἰωάννης Σαμαράς), född 3 maj 1961 i Melbourne i Australien, är en grekisk före detta fotbollsspelare. Samaras spelade som mittfälltare.
Samaras föddes av grekiska föräldrar i Australien. Hans far, Georgios Samaras, var en av grundarna av South Melbourne FC. Familjen flyttade till Grekland då Samaras var 12 år gammal och han kom senare att representera Greklands landslag.
Giannis Samaras är far till Georgios Samaras.